# 폴 오비풀
폴 이케추쿠 오비풀(영어: Paul Ikechukwu Obiefule, 1986년 5월 15일 ~ )는 나이지리아의 전 축구 선수로, 나이지리아 국가대표팀에서 미드필더로 활동했다.

## 구단 경력
오비풀은 고국 나이지리아에서 플래너 FC와 하트랜드 FC에서 선수 생활을 시작했고, 2004년에 덴마크의 비보르 FF에 의해 영입되기 전까지 2개월을 보냈다. 비보르에서 활약하는 동안 그는 많은 해외 클럽들의 관심을 끌었지만, 2007년에 그가 노르웨이 클럽 륀 포트발와 1년 계약을 맺었고, 2011년 말까지 지속되는 새로운 계약을 맺었고, 주장 밴드가 양도되었다. 오비풀은 EFL 챔피언십의 왓퍼드, 스코틀랜드의 애버딘, 노르웨이의 회네포스의 이적 대상이었다. 2009년 12월 14일, 오비풀은 무릎 부상으로 인해 회네포스와 3년 장기 계약을 맺기로 구두 합의했다. 2011년 8월 2일, 오비풀은 릴레스트룀과 6개월 임대 계약을 맺었고, 그 다음 날인 8월 3일, 트롬쇠와의 경기에서 새 동료와 훈련하지 않고 차출되었다. 2012년 2월, 오비풀은 핀란드의 베이카우스리가 팀인 KuPS와 2012 시즌 계약을 맺었다.
2012년 11월, 오비풀은 알려지지 않은 중국 팀으로의 이적을 앞두고 비보르 FF와 함께 훈련을 받았다.
2015년 8월, 오비풀은 묄드루프/토스트루프 소속으로 덴마크 클럽 홀스테브로와계약을 맺었고 , 2017년에 은퇴했다.

## 국가대표팀 경력
오비풀은 2004년 LG 토너먼트에서 나이지리아 국가대표팀에 데뷔했다. 그는 2006년 이집트에서 동메달을 획득한 나이지리아 국가대표팀 선수단의 일원이었다. 그는 나이지리아를 위해 10번 출전했다.